# Sistema bibliotecari
Un sistema de biblioteques o sistema bibliotecari és una organització central creada per a gestionar i coordinar les distintes operacions realitzades a les biblioteques. Els llocs (biblioteques físiques) mitjançant les quals els usuaris utilitzen els serveis oferits pel sistema bibliotecari s'anomenen punts de servei. Suposa una modalitat de la cooperació bibliotecària i és l'oposat a una biblioteca unitària.
Es poden utilitzar dos termes diferents anomenats "xarxa de biblioteques" o "xarxa bibliotecària", terme que té un altre significat: "activitats cooperatives en qué intervenen diferents biblioteques i que se sustenten en algun tipus de connexió a través de la xarxa informática [sic]".

## Característiques
Utilitzen un sistema de classificació per a organitzar els fons i hui en dia també utilitzen sistemes integrats de gestió bibliotecària. Solen tindre un catàleg centralitzat. Els programes de selecció de fons a adquirir són col·lectius.
Les normes FIAB aconsellen que hi haja un sistema de biblioteques públiques a poblacions de 150.000 persones i que estiga integrada pels següents elements:
- Seu central per a tasques de direcció.
- Biblioteques principals en centres de població més nombrosa. Solen ser biblioteques regionals.
- Biblioteques de districte en ciutats mitjanes.
- Biblioteques sucursals en ciutats xicotetes i pobles grans.
- Biblioteques mòbils en zones rurals.
- Biblioteques subsucursals en ciutats grans.

Els sistemes bibliotecaris poden estructurar-se en forma de xarxa o no. Les normes FIAB aconsellen l'organització en xarxa per a reforçar la cooperació.

## Història
El sistema bibliotecari espanyol va aparèixer durant la segona meitat del segle xix per "la necessitat de conservar els béns culturals i literaris de les comunitats religioses suprimides en els anys 30 del segle XIX", davant aquesta necessitat l'Estat es va veure "forçat a desenvolupar una política de protecció i nacionalització de les col·leccions bibliogràfiques de les ordres del clergat regular".
Des de la dècada de 1960 la tendència de les biblioteques ha sigut la d'organitzar-se en sistemes bibliotecaris.
A l'Estat Espanyol el desenvolupament autonòmic implicà la creació de sistemes bibliotecaris independents per cada comunitat autònoma.
A principis de la dècada del 2000 estava estès que un carnet de biblioteca servisca per a tot el sistema bibliotecari.
El 2009 l'Agencia Española de Cooperación Internacional para el Desarrollo va tirar endavant un programa d'ajuda al desenvolupament que suposà que s'ajudara a la creació i millora de sistemes bibliotecaris nacionals d'Àfrica i Llatinoamèrica.